# Fabián Manzano
Fabián Jorge Manzano Pérez (Los Andes, 13 gennaio 1994) è un calciatore cileno, centrocampista dell'Dep. Puerto Montt.